# Tatort: Die Kälte der Erde
Die Kälte der Erde ist ein Fernsehfilm aus der Krimireihe Tatort. Der vom Saarländischen Rundfunk produzierte Beitrag ist die 1224. Tatort-Episode und wurde am 29. Januar 2023 im SRF,
im ORF und im Ersten ausgestrahlt. Das Saarbrücker Ermittlerduo Schürk und Hölzer ermittelt seinen vierten Fall.

## Handlung
Nach einer verabredeten Schlägerei zwischen rivalisierenden Hooligan-Gruppen aus Saarbrücken und Kaiserslautern kommt es zu einem Todesfall. Der Student Andreas Schneider erlag in der Klinik jedoch nicht den bei der Schlägerei zugefügten Verletzungen, sondern einer Stichwunde an der Oberschenkelarterie.
Unterdessen wird Adam Schürk von einem Mann überfallen, der ihm das Geld aus dem letzten Banküberfall seines Vaters abpressen will. Schürk hatte es nach dem Tod seines Vaters unter einem Baum gefunden und ausgegraben.
Ins Visier der Ermittler gerät Alina Barthel, eine junge Frau, die ebenfalls im Hooligan-Milieu aktiv ist und die in einer unklaren Beziehung zum Opfer stand. Ihre Tochter Stella lebt meistens bei ihren Pflegeeltern, dem Arzt Dr. Lech und dessen Ehemann Carlos. Dr. Lech hatte versucht, Andreas Schneider nach seinem Zusammenbruch in der Notaufnahme zu reanimieren. Dr. Lech und sein Ehemann wollten Stella adoptieren, um ihr Sicherheit und Stabilität zu geben. Alina war damit einverstanden, aber Andreas Schneider behauptete, Stellas leiblicher Vater zu sein, und verzögerte dadurch das Adoptionsverfahren.
Auf einer Kamera-Aufzeichnung aus der Notaufnahme entdecken die Kommissare, dass Dr. Lech bei der Behandlung des verblutenden Andreas Schneider trotz des Notfalls von etwas anderem sehr fasziniert war. Damit konfrontiert, gibt Dr. Lech zu, dass Alina Barthel in der Nähe stand und zusah, wie Schneider verblutete. Sie habe ein Messer in einen Container geworfen. Dieses hat Dr. Lech später mit allen Spuren gesichert. Er wollte aber die Mutter seines Kindes nicht verraten.
Eine erneute Hooligan-Schlägerei wird von der Polizei gestoppt. Alina Barthel flieht, Kommissar Adam Schürk folgt ihr. Es kommt zum Zweikampf, an dessen Ende er ihr Handschellen anlegt.
Als Hölzer in Schürks Sporttasche das Geld aus dem letzten Bankraub entdeckt, wirft er sie Schürk wortlos zu.

## Hintergrund
Der Film wurde vom 3. Mai 2022 bis zum 2. Juni 2022 in Saarbrücken und Umgebung gedreht. Die Premiere erfolgte am 27. Januar 2023 auf dem Filmfestival Max Ophüls Preis.

## Rezeption

### Kritiken
Christian Buß vom Spiegel meinte: „Hooliganismus-Action auf die woke Tour? […] Das hätte alles wahnsinnig bemüht wirken können. Aber bei dem geschmeidigen Punch, mit dem uns die Filmemacherinnen den Plot ihres weiblichen Schläger-Schockers um die Ohren hauen, bleibt einfach keine Zeit für Fragen und Zweifel.“
Bei der Süddeutschen Zeitung wertete Claudia Fromme: „Der Tatort aus Saarbrücken läuft nur einmal im Jahr, da muss dann natürlich eine Menge Stoff rein. […] Alles bester Stoff. Aber im Verlauf gerät der Krimi immer mehr zum Wimmelbild der guten Absichten. Der Story dient das nicht.“
Judith von Sternburg von der Frankfurter Rundschau urteilte: „Einmal im Jahr kommt die Geschichte von Schürk und Hölzer einen Zentimeter voran. Es ist wieder so weit.“ „Während man jetzt noch versucht, wieder zu rekapitulieren, wer wer ist […] und wie sie zueinander stehen – geht so –, hebt erneut ein Fall an, in dem manches miteinander zusammenhängt. Das liegt aber  […] nicht an der überschaubaren Größe der Stadt, der der schönste Satz des Films gewidmet ist:“ „Sie haben sich verfahren? Hier in Saarbrücken?“ Und am Ende „wurschteln [Schürk und Hölzer weiter] an ihren Geheimnissen herum.“
Für Tittelbach.tv kritisierte diesmal Martina Kalweit: „Das Quartett aus Saarbrücken ermittelt im Fall eines tödlich verletzten Hooligans. Da ist viel Bewegung im Spiel. Kämpfe werden mit der Faust ausgetragen, Wut und Hass bestimmen Stil und Tempo. Aber nicht allein der Hass unter Hooligans führt zum Motiv. ‚Tatort – Die Kälte der Erde‘ (Bavaria Fiction) erzählt auf allen Ebenen auch von Zugehörigkeit und (ungewollter) Familienbande. Passend dazu zieht sich die Hassliebe zwischen den Kommissaren Hölzer und Schürk weiterhin durch den Fall.“ „Die Kälte der Erde“ „ist ein weiterer Baustein auf dem Weg zum schlagkräftigen Team und lässt sich dabei inszenatorisch einiges einfallen.“

### Einschaltquoten
Bei der Erstausstrahlung von Tatort: Die Kälte der Erde am 29. Januar 2023 verfolgten in Deutschland insgesamt 7,86 Millionen Zuschauer die Filmhandlung, was einem Marktanteil von 24,7 Prozent für Das Erste entsprach. In der als Hauptzielgruppe für Fernsehwerbung deklarierten Altersgruppe von 14–49 Jahren erreichte Die Kälte der Erde 1,78 Millionen Zuschauer und damit einen Marktanteil von 23,0 Prozent in dieser Altersgruppe.